# Język argobba
Język argobba – język semicki z południowej gałęzi języków etiopskich, ok. 11 tys. użytkowników. Jest bardzo blisko spokrewniony z językiem amharskim – urzędowym językiem Etiopii, zbieżność leksykalna wynosi ok. 80 procent.